# Hetan (köpinghuvudort i Kina, Jiangxi Sheng, lat 28,37, long 117,30)
Hetan är en köpinghuvudort i Kina. Den ligger i provinsen Jiangxi, i den sydöstra delen av landet, omkring 140 kilometer öster om provinshuvudstaden Nanchang. Antalet invånare är 25 028. Befolkningen består av 11 253 kvinnor och 13 775 män. Barn under 15 år utgör 23,0 %, vuxna 15-64 år 69 %, och äldre över 65 år 6,0 %.
Runt Hetan är det ganska tätbefolkat, med 214 invånare per kvadratkilometer. Närmaste större samhälle är Guixi, 12,0 km sydväst om Hetan. Trakten runt Hetan består till största delen av jordbruksmark.
Genomsnittlig årsnederbörd är 2 741 millimeter. Den regnigaste månaden är juni, med i genomsnitt 480 mm nederbörd, och den torraste är oktober, med 37 mm nederbörd.